# Max Simonischek
Maximilian Simonischek (ur. 19 października 1982 w Berlinie) – niemiecki aktor filmowy, teatralny i telewizyjny pochodzenia austriacko-szwajcarskiego.

## Życiorys

### Młodość i wykształcenie
Urodził się w Berlinie jako najstarszy syn szwajcarskiej aktorki Charlotte Schwab i austriackiego aktora Petera Simonischka. W latach 2003–2007 studiował w Mozarteum w Salzburgu, gdzie jest jednym z wykładowców na wydziale aktorstwa i reżyserii.

### Działalność artystyczna

#### Kariera teatralna
Swoje pierwsze kroki na scenie stawiał w Theater in der Josefstadt w Wiedniu. W 2007 związał się z Maxim Gorki Theater w Berlinie, gdzie grał liczne główne role, m.in. Hamleta, Mefistofelesa, i Romea. Występ w spektaklu Niebo przyniósł mu w 2007 nagrodę im. słynnego berlińskiego krytyka teatralnego Fryderyka Lufta. 
W latach 2012–2014 należał do zespołu artystycznego teatru kameralnego w Monachium (Münchner Kammerspiele), gdzie grał w takich przedstawieniach jak Droga. Miasto. Rabunek (Die Straße. Die Stadt. Der Überfall) Elfriede Jelinek, Ameryka Franza Kafki, Wujaszek Wania Czechowa czy Seltsames Intermezzo. Eine Familiensaga Eugene O’Neilla. 
W maju i listopadzie 2014 wystąpił gościnnie na deskach Schauspiel Stuttgart w Stuttgarcie w spektaklu Armina Petrasa Markiza von O/ Smocza krew. W sierpniu 2014 zdobył uznanie dzięki roli Don Juana w sztuce Ödöna von Horvátha Don Juan wraca z wojny, która miała swoją premierę na Festiwalu w Salzburgu. W październiku 2014 w Münchner Kammerspiele zagrał postać Alfreda, hazardzisty i kobieciarza w kolejnej sztuce von Horvátha Opowieści Lasku Wiedeńskiego.
26 września 2015 w Teatrze na Neumarktcie w Zurychu w Szwajcarii odbyła się premiera spektaklu Schron, zainspirowanego opowiadaniem Franza Kafki, gdzie nie tylko wystąpił, ale także wspólnie z Peterem Kastenmüllerem był odpowiedzialny za jego inscenizację. W październiku 2016 produkcja została wciągnięta na afisz Burgtheater, gdzie można ją było zobaczyć w sezonie 2016-2017 i 2017-2018. W lipcu 2017 przedstawienie to można było zobaczyć w ramach inauguracji Festiwalu w Salzburgu. Podczas tego samego festiwalu, Max Simonischek zagrał tytułową rolę w sztuce Noblisty Harolda Pintera Urodziny Stanleya. 28 października 2017 wystąpił jako Georg Heisler, w pierwszej, scenicznej wersji antyfaszystowskiej powieści Anny Seghers Siódmy Krzyż w Schauspiel Frankfurt.
13 listopada 2017 został uhonorowany Nagrodą Publiczności im. Johanna Nestroya jako Eugen Rümpel w komedii Pensjonat Schöllera (Pension Schöller) na scenie teatru wiedeńskiego Nestroy.

#### Kariera operowa
W 2018 otrzymał rolę zabawnego ptasznika Papageno w operze Wolfganga Amadeusza Mozarta Czarodziejski flet, która została przedstawiona w kamieniołomie St. Margarethen w Burgenland.

#### Kariera filmowa i telewizyjna
Po raz pierwszy pojawił się na szklanym ekranie w roli kucharza w dramacie telewizyjnym ORF eins Wszyscy (Jedermann, 2004) u boku Veroniki Ferres i Tobiasa Moretti. Za kreację młodego inżyniera Mertena Krögera w dwuczęściowym dramacie sensacyjnym stacji RTL Hinderburg (Hindenburg: The Last Flight, 2011), z udziałem Stacy Keacha, Grety Scacchi i Lauren Lee Smith, otrzymał Nagrodę Niemieckiej Telewizji. W dramacie szwajcarskim Skradzione dzieciństwo (Der Verdingbub, 2011) z Katją Riemann zagrał postać syna gospodarzy, Jakoba. 
W 2012 zagrał główną rolę komisarza monachijskiej policji Lukasa Laima w filmie kryminalnym Martwa bez alibi (Die Tote ohne Alibi), który pięć lat później miał swoją kontynuację w telewizji ZDF Laim i znaki śmierci (Laim und die Zeichen des Todes, 2017). 
Zwrócił na siebie uwagę w roli Thomasa w melodramacie Na zboczu (Am Hang, 2013) u boku Martiny Gedeck i Henry’ego Hübchena. W październiku 2014 w ramówce niemieckiej telewizji publicznej ZDF miała premierę komedia z jego udziałem i Heike Makatsch - Balujemy do białego rana (Wir machen bis morgen früh), gdzie zagrał postać chuligana Georgie’go Wummera. W lipcu 2015 do niemieckich kin weszła komedia z jego udziałem - Katastrofa (Desaster). W grudniu 2016 w austriackiej, niemieckiej i szwajcarskiej telewizji publicznej odbyła się emisja dwuczęściowego serialu ZDF Gotthard, o kulisach budowy tunelu kolejowego Św. Gotarda, gdzie wraz z Maximem Mehmetem i Joachimem Królem pojawił się jako Bachmann.
W marcu 2017 na ekrany szwajcarskich kin wszedł komediodramat Boski porządek (Die göttliche Ordnung), gdzie wystąpił w roli męża głównej bohaterki, Hansa. Film zdobył nagrodę Satelity dla najlepszego filmu zagranicznego, a za tę rolę Max Simonischek był nominowany do Szwajcarskiej Nagrody Filmowej. W lipcu 2017 został zaangażowany do roli Huldrycha Zwinglego, słynnego szwajcarskiego reformatora w biograficznym dramacie historycznym Zwingli (2019). Również za tę rolę zyskał nominację do Szwajcarskiej Nagrody Filmowej w kategorii najlepsza rola męska.
W roku 2020, mimo wstrzymanych w większości prac na planach filmowych, w związku z pandemią Covid-19, udało mu się wystąpić w czwartej części przygód komisarza Laima w filmie "Laim i martwa w dywanie" a także zagrać epizodyczne role w dwóch serialach kryminalnych "Szefowa - Portofino" (gdzie tytułową rolę gra Katharina Böhm, córka polskiej aktorki Barbary Kwiatkowskiej - Lass, oraz austriackiego aktora Karheinza Böhma.) oraz "Sarah Kohr - Rozkaz ochrony". 

## Wybrane spektakle teatralne
- 2003-2004: Jedermann reż. Christian Stückl, w: Festiwal w Salzburgu
- 2005: Zaczarowany Flet reż. Vick Muti, w: Festiwal w Salzburgu
- 2006-2007: Rewizor reż. Wolf-Dietrich Sprenger w: Theater an der Josephstadt w Wiedniu
- 2007-2008: Separatyśc reż. Tilman Köhler w: Theater an der Josephstadt w Wiedniu/ Maxim Gorki Theater w Berlinie
- 2007-2008: Przełamując Fale reż. Christian Lollike w: Maxim Gorki Theater w Berlinie
- 2008-2009: Hamlet reż. Tilman Köhler w: Maxim Gorki Theater w Berlinie
- 2008-2009: Mephisto Forever reż. Armin Petras w: Maxim Gorki Theater w Berlinie
- 2008-2009: Lilja 4 Ever reż. Felicitas Brucker w: Maxim Gorki Theater w Berlinie
- 2008-2009: Antygona/ Hyperion reż. Armin Petras w: Maxim Gorki Theater w Berlinie
- 2009-2010: Romeo i Julia reż. Nuran David Calis w: Maxim Gorki Theater w Berlinie
- 2010-2012: Grona Gniewu (Früchte des Zorns) reż. Armin Petras w: Maxim Gorki Theater w Berlinie
- 2007-2013: Niebo (Heaven) reż. Armin Petras w: Maxim Gorki Theater w Berlinie
- 2010-2013: Jesteśmy Krwią (We are blood) reż. Armin Petras w: Maxim Gorki Theater w Berlinie
- 2011-2013: Łaskawe (Die Wohlgesinnten) reż. Armin Petras w: Maxim Gorki Theater w Berlinie
- 2012-2013: Ulica. Miasto.Upadek (Die Straße. Die Stadt. Der Überfall) reż. Johan Simons w: Münchner Kammerspiele
- 2013-2014: Dziwaczne Intermezzo (Seltsames Intermezzo) reż. Ivo van Hove w: Münchner Kammerspiele
- 2013-2014: Wujaszek Wania reż. Karin Henkel, Johan Simons w: Münchner Kammerspiele
- 2013-2014: Ameryka reż. Julie van den Berghen  w: Münchner Kammerspiele
- 2014: Don Juan wraca z wojny reż. Andreas Kriegenburg  w: Festiwal w Salzburgu
- 2014: Doktor Faust zapala światła reż. Andreas Kriegenburg w: Münchner Kammerspiele
- 2014: Markiza O. / Smocza Krew reż. Armin Petras w: Schauspiel Stuttgart
- 2014: Opowieści z Lasku Wiedeńskiego reż. Stephan Kimmig w: Münchner Kammerspiele
- 2015: Maria Stuart reż. Andreas Kriegenburg w: Münchner Kammerspiele
- 2015: Księga - Pięć składników życia (Buch : 5 Ingredientes de la vida) reż. Armin Petras w : Münchner Kammerspiele
- 2015-2019: Schron (Der Bau) reż. Max Simonischek w: Theater am Neumarkt, Zurych, oraz w: Burgtheater, Wiedeń i w:Schauspiel Frankfurt
- 2016-2017: Pensjonat Schöllera (Pension Schöller) w: Burgtheater, Wiedeń
- 2016-2017: Orfeusz zstępuje do piekieł, w: Opera w Stuttgarcie
- 2017-2018: Urodziny Stanleya, reż. Andrea Breth w: Festiwal w Salzburgu; w: Burgtheater
- 2017-2018: Siódmy krzyż, reż. Anselm Weber w: Schauspiel Frankfurt
- 2018-2019: Amphitryon, reż. Andreas Kriegenburg w: Schauspiel Frankfurt
- 2019: Peer Gynt, reż. Andreas Kriegenburg w: Schauspiel Frankfurt

## Wybrana filmografia

### filmy
- 2004: Wszyscy (Jedermann) jako Kucharz
- 2006: Bezsenny (Schlaflos) jako Ben
- 2006: Obcy brat (Fremder Bruder) jako Chorwat
- 2007: Bez siebie (Ohne einander) jako Alf
- 2008: Tutmosis jako Tutmosis
- 2008: Tysiąc oceanów (Tausend Ozeane) jako Björn
- 2011: Skradzione dzieciństwo (Der Verdingbub) jako Jakob
- 2012: Diabeł w Mediolanie (Der Teufel von Mailand) jako Bob
- 2012: Piękna i Bestia (Die Schöne und das Biest) jako Bestia, Książę Arbo
- 2013: Na zboczu (Am Hang) jako Thomas
- 2014: Krok do wolności (Akte Grüninger) jako Robert Frei
- 2014: Balujemy do białego rana (Wir machen bis morgen früh) jako Georgie Wummer
- 2015: Katastrofa (Desaster) jako Johann
- 2017: Boski porządek (Die göttliche Ordnung) jako Hans
- 2019: Zwingli jako Huldrych Zwingli

### seriale i filmy TV
- 2006: Pasja według św. Mateusza (Matthäuspassion) jako Jezus Chrystus
- 2007: SOKO Köln jako Partick Liebmann
- 2010: Stolberg jako Giorgio Savino
- 2010: SOKO Köln jako Ulrich Weinmann
- 2011: Hindenburg jako Merten Kröger
- 2012: Martwa bez alibi (Die Tote ohne Alibi) jako Lukas Laim
- 2016: Gotthard jako Bachmann
- 2016: Bumelant (Blaumacher) jako Ben
- 2016: Dobry Gliniarz (Der gute Bulle) jako Jimmy Olsen
- 2017: Laim i znaki śmierci (Laim und die Zeichen des Todes) jako Lukas Laim
- 2019: Tatort (Miejsce zbrodni) - odc.: „Kaputt” jako Stefan Pohl
- 2019: Laim i ostatni winny (Laim und der letzte Schuldige) jako Lukas Laim
- 2019: Mocna Drużyna (Ein Starkes Team) - odc. "Mordercza zmowa
- 2020: Laim i Martwa w dywanie (Laim und die Tote im Teppich) jako Lukas Laim
- 2020: Szefowa - Portofino jako Georg Steinbach
- 2020: Sarah Kohr - Rozkaz Ochrony (Sarah Kohr - Schutzbefohlen) jako Olaf Stölzer